# Palythoa spongiosa
Palythoa spongiosa is een Zoanthideasoort uit de familie van de Sphenopidae. De wetenschappelijke naam van de soort is voor het eerst geldig gepubliceerd in 1883 door Andres.